# Jorge Lorenzo
Jorge Lorenzo, španski motociklistični dirkač, * 4. maj 1987, Palma de Mallorca, Balearski otoki, Španija. 

## Kariera
Po osvojitvi dveh naslovov v srednjem razredu 250 cm³, je v elitnem razredu Moto GP začel nastopati v sezoni 2008 v moštvu Yamaha ob Valentinu Rossiju. Že od začetka sezone je pokazal dobre vožnje in na prvih treh dirkah osvojil vsa tri mesta na stopničkah, toda po dobrem začetku je v srednjem delu sezone večkrat padel in utrpel različne poškodbe zapestja in gležnjev. Zaradi tega je na preostalih štirinajstih dirkah sezone dosegel le še tri uvrstitve na stopničke, skupno pa četrto mesto v prvenstvu. 
Za sezoni 2009 je napovedal bolj konzervativno dirkanje z zanesljivim in konstantnim uvrščanjem pri vrhu brez nepotrebnega tveganja. To mu je v veliki meri uspelo, saj je dosegel štiri zmage in še osem uvrstitev na stopničke, Yamaha pa se je izkazala za dominantni motor sezone, tako da je Lorenzo osvojil drugo mesto v prvenstvu, za moštvenim kolegom Rossijem. Štiri dirke pred koncem sezone mu je bil Lorenzo še povsem blizu v prvenstvu, toda ob koncu sezone je zaostal 45 točk za Rossijem. 